# 第1山岳師団 (ドイツ連邦陸軍)
第1山岳師団（ドイツ語：1. Gebirgsdivision）は、ドイツ連邦陸軍の師団のひとつ。バイエルン州ガルミッシュ＝パルテンキルヒェンに師団司令部を置き、師団の部隊は主に南部バイエルンに駐屯していた。2001年9月に解散し、バート・ライヘンハルに旅団司令部を置く第23山岳猟兵旅団に引き継がれる。
本師団はドイツ連邦陸軍唯一の山岳戦部隊であり、さらに平野部での機甲部隊との共同作戦が実施できる様に重装備型の編成・装備を備えていた。

## 歴史

### 第1次編制
1956年7月1日にミッテンヴァルトにて前身となる第104山岳旅団を母体に師団の編成準備を開始し、同年11月に編成完結する。師団は第2軍団に所属した。師団は以下のようになっていた。
- 師団司令部中隊
- A8山岳戦闘群
- B8山岳戦闘群
- 第8陸軍航空隊
- 第8山岳通信中隊
- 第8山岳装甲偵察大隊
- 第8山岳猟兵大隊
- 第18山岳猟兵大隊
- 第28山岳猟兵大隊
- 第38山岳猟兵大隊
- 第8山岳砲兵連隊（当初はミッテンヴァルト、1964年にランツベルク・アム・レヒへ移駐）
- 第8山岳装甲猟兵大隊　在ブランネンブルク
- 第8山岳工兵大隊　在ブランネンブルク
- 第8山岳防空大隊　在トラウンシュタイン
- 第8山岳衛生大隊　在ケンプテン
- 第8山岳軽野整備中隊
- 第8山岳駄獣中隊
- 第8山岳野戦憲兵中隊

1958年に師団は北大西洋条約機構に結合される。

### 第2次・第3次編制
1959年4月1日、陸軍第2次編制にて戦闘群は旅団に改編される。さらに3個目の旅団も編成され、三個旅団単位師団となる。A8戦闘群は第23山岳猟兵旅団に、B8戦闘群は第22山岳猟兵旅団に、編入された旅団は第24装甲旅団であった。1960年に師団司令部はガルミッシュ＝パルテンキルヒェンに移転し、同年には第8補給大隊がミッテンヴァルトに置かれた。1962年に第225山岳砲兵大隊が編成される。1964年に第8山岳防空大隊がトラウンシュタインに移駐、1965年に第234戦車大隊がペッキングに置かれる。1966年には第24装甲旅団は第24装甲擲弾兵旅団に改称される。

### 第4次編制
1981年、陸軍第4次編制により第24装甲擲弾兵旅団は再び第24装甲旅団に改称されランツフートへ移転、第22山岳猟兵旅団は第22装甲擲弾兵旅団に改称・改編されムーラウ・アム・シュタッフェルゼーに移転する。1981年3月19日に師団名称が「第1（第8）山岳師団」に改称され、これにより師団隷下部隊は一律の連番を与えられる手筈となっていた。バイエルン州首相を務めていたフランツ・ヨーゼフ・シュトラウスがこれを推進していたが、1982年11月23日に即時取消された。1980年代の師団定員は約18,000人（増強時は21,000人）であった。1981年時点では以下の様になっていた。
- 第22装甲擲弾兵旅団　在ムーラウ
- 第23山岳猟兵旅団　在バートライヘンハル
- 第24装甲旅団　在ランツフート
- 第8山岳砲兵連隊　在ランツベルク
  - 第81山岳砲兵大隊　在ケンプテン
  - 第82山岳ロケット砲兵大隊　在ランツベルク
  - 第83山岳観測大隊　在ランツベルク
  - 第8山岳砲兵監視中隊　在ランツベルク
- 第8山岳防空連隊　在トラウンシュタイン
- 第8山岳戦車大隊　在ペッキング
- 第8山岳装甲偵察大隊　在フライウング
- 第8山岳通信大隊　在ムーラウ
- 第8山岳工兵大隊　在ブランネンブルク
- 第8山岳整備大隊　在ゾントホーフェン（第2中隊はミッテンヴァルト、第3中隊と第5中隊はランツベルク、第4中隊はミュンヘン）
- 第8山岳補給大隊　在ミッテンヴァルト
- 第8山岳衛生大隊　在ケンプテン
- 第81山岳野戦予備大隊（非現役）　在ミッテンヴァルト
- 第82山岳野戦予備大隊（非現役）　在バート・テルツ
- 第83山岳野戦予備大隊（非現役）　在ケンプテン
- 第84山岳野戦予備大隊（非現役）　在バート・アイブリング
- 第85山岳野戦予備大隊（非現役）　在ランツベルク
- 第86山岳猟兵大隊（非現役）　在ランツベルク
- 第87山岳猟兵大隊（非現役）　在ブルックミューレ
- 第88山岳警備大隊（非現役）　在バート・テルツ
- 第8山岳通信教導中隊　在ペッキング、マックスホフ
- 第8山岳陸軍航空隊　在ペンツィング
- 第8軍楽隊　在ガルミッシュ＝パルテンキルヒェン

### 第5次編制
陸軍第5次編制において1992年に第22装甲擲弾兵旅団が解散し、1994年には第24装甲旅団が解散した。1994年には第6防衛管区司令部と合併し第6防衛管区司令部 / 第1山岳師団となる。合併後、師団司令部はミュンヘンのバイエルン兵営に収容される。その後、第23山岳猟兵旅団はバート・ライヘンハルに移転する。ファイツヘーヒハイムに所在した第36装甲旅団とインゴルシュタットに所在した第60工兵教導旅団が編入された。2001年に合併作業は中止される。第6防衛管区司令部は保持されたままであったが、第1山岳師団は2001年9月30日に解散された。このため隷下部隊はジグマリンゲンの第10装甲師団に配転された。

### 実働任務
師団隷下の各部隊は1993年からソマリア、マケドニア、アルバニア、ボスニアおよびコソボで各種の国際活動に派遣された。

## 歴代師団長
| 代 | 氏名                                                            | 着任          | 離任           |
| -- | --------------------------------------------------------------- | ------------- | -------------- |
| 1  | ハンス・ブフナー陸軍准将 Hans Buchner                           | 1956年11月1日 | 1959年9月30日  |
| 2  | ゲオルク・ガルトマイル陸軍少将 Georg Gartmayr                   | 1959年10月1日 | 1962年9月30日  |
| 3  | カール＝ハインツ・ヴィルズィング陸軍少将 Karl-Heinz Wirsing     | 1962年10月1日 | 1965年4月15日  |
| 4  | カール・ヴィルヘルム・ティオ陸軍少将 de:Karl Wilhelm Thilo      | 1965年4月16日 | 1967年9月30日  |
| 5  | ヨアヒム・ホールバッハ陸軍少将 Joachim Horbach                  | 1967年10月1日 | 1971年3月31日  |
| 6  | ライナー・シュワルツ陸軍少将 Rainer Schwartz                    | 1971年4月1日  | 1971年12月31日 |
| 7  | エルンスト・メッツ陸軍少将 Ernst Metz                           | 1972年1月1日  | 1975年9月30日  |
| 8  | ミヒャエル・グレイプ陸軍少将 Michael Greipl                     | 1975年10月1日 | 1980年9月30日  |
| 9  | エーベルハルト・ハッケンゼーネル陸軍少将 Eberhard Hackensellner | 1980年10月1日 | 1983年3月31日  |
| 10 | ホルスト・ネッツラー陸軍少将 Horst Netzler                      | 1983年4月1日  | 1986年3月31日  |
| 11 | ユルゲン・シュリューター陸軍少将 Jürgen Schlüter                | 1986年4月1日  | 1990年3月31日  |
| 12 | フランツ・ヴェルナー陸軍少将 Franz Werner                       | 1990年4月1日  | 1995年3月31日  |
| 13 | ライナーユング陸軍少将 Rainer Jung                              | 1995年4月1日  | 1998年3月31日  |
| 14 | ディター・ヘニンガー陸軍少将 Dieter Henninger                   | 1998年4月1日  | 2000年         |
| 15 | ケルステン・ラール陸軍准将 de:Kersten Lahl                      | 2000年        | 2001年9月30日  |